# Sebastiano Ricci

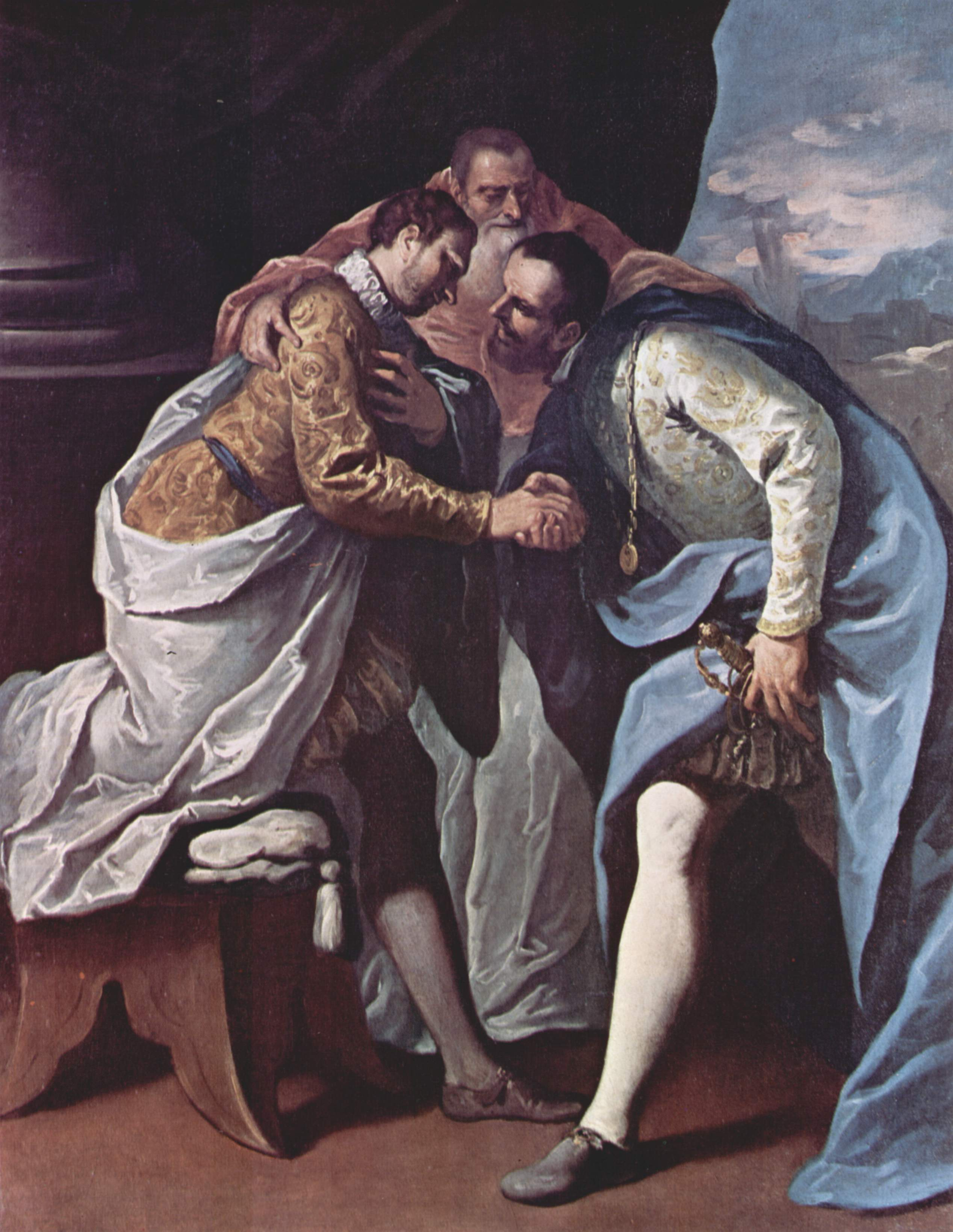
El papa Paulo III reconcilia a Francisco I y Carlos V, 1688, Palazzo Farnese, Piacenza.

Sebastiano Ricci (Belluno, 1659 – Venecia, 15 de mayo de 1734) fue un pintor italiano.

## Biografía

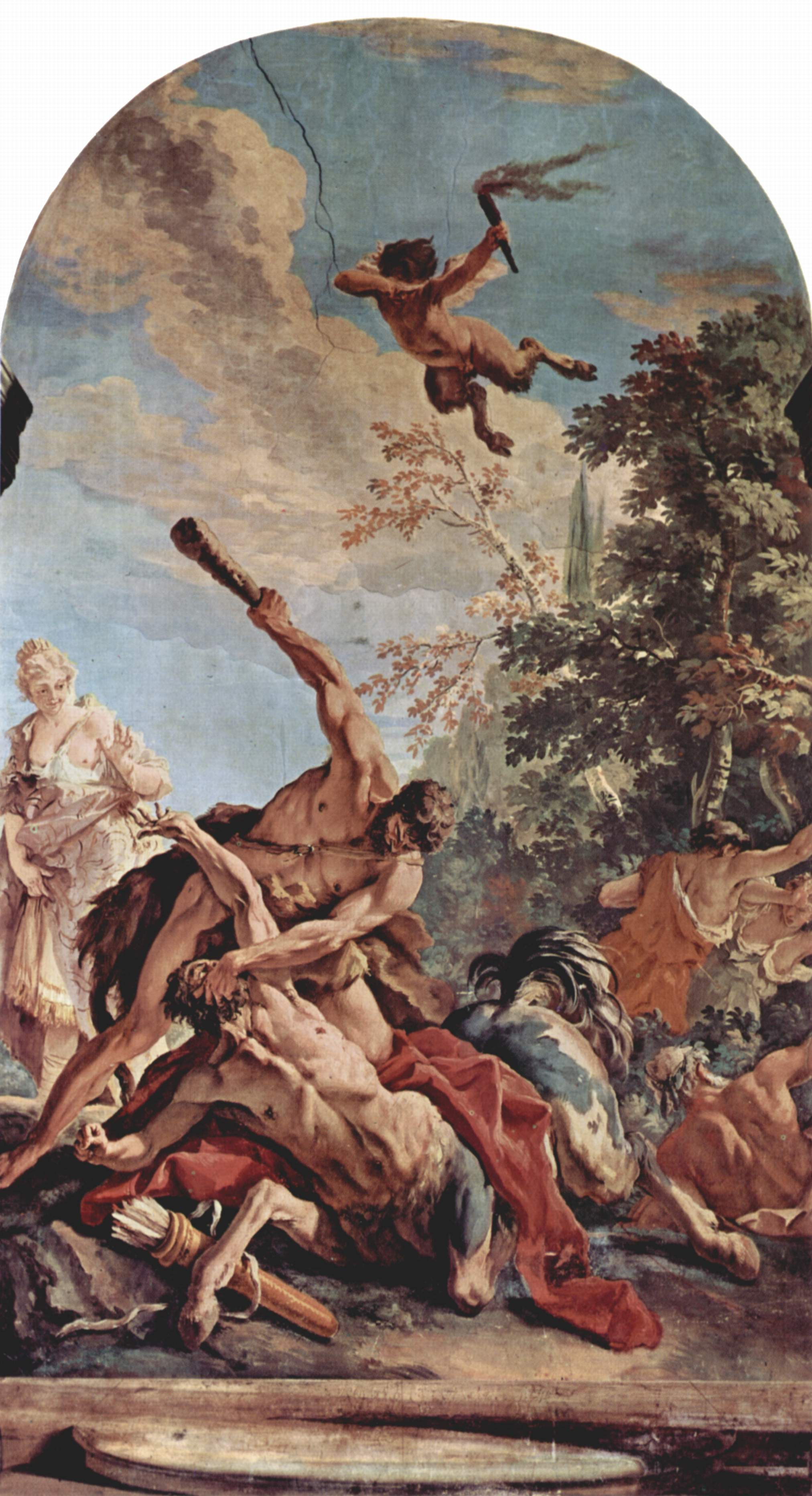
Hércules en lucha con el centauro Neso, 1706-1707, Palazzo Marucelli-Fenzi, Florencia.

Hijo de Livio y Andreana, fue bautizado en Belluno el 1 de agosto de 1659. En 1671 entró como aprendiz del pintor Federico Cervelli en Venecia. Más tarde será discípulo de Sebastiano Mazzoni.
Ricci, que trabajaba en 1678 en un taller de Rialto (Venecia), dejó embarazada a una muchacha, y para evitar el matrimonio intentó, sin éxito, envenenarla. Encarcelado, fue liberado gracias a una noble persona, probablemente de la poderosa familia Pisani, y se trasladó a Bolonia. Aquí recibe en 1682 un encargo de la Confraternità di San Giovanni de Fiorentini para pintar una Degollación de San Juan Bautista para su Oratorio. 
En 1685 obtiene un contrato con el conde de San Secondo, cerca de Parma, para decorar el Oratorio della Beata Vergine del Serraglio, que completa con la colaboración de Ferdinando Galli Bibbiena en 1687. En 1686 pinta una Piedad, encargada por el duque Ranuccio II Farnesio, para el convento de las Capuchinas Nuevas de Parma. Entre tanto se casa, con la mediación del cardenal Antonio Pignatelli, con la muchacha veneciana que había seducido y que le había dado una hija.
Entre 1687 y 1688 decora los apartamentos de la duquesa María de Este, mujer de Ranuccio II, en su Palacio de Piacenza, con un grupo de pinturas al óleo representando la Historia de Paulo III. En 1688 Ricci abandona en Bolonia a su mujer y su hija, para huir a Turín con Maddalena, hija del pintor Giovanni Francesco Peruzzini; denunciado, es arrestado y condenado a muerte, pero finalmente indultado por intervención del duque de Parma, su gran benefactor, el cual le otorga una carta de recomendación y le asigna una pensión mensual de 25 coronas. Con estos medios, en 1691 se traslada a Roma, donde se aloja en el Palazzo Farnese.
En Roma recibe el encargo en 1692 de copiar la Coronación de Carlomagno de Rafael en el Palacio Apostólico del Vaticano, por cuenta de Luis XIV de Francia, terminada en 1694 por la dificultad de reproducir el diseño de Rafael. A la muerte de su protector Ranuccio Farnese en 1694, Ricci deja Roma para instalarse en Milán, donde se le encargan unos frescos para la capilla osario de la iglesia de San Bernardino alle Ossa, obra terminada en 1695. 
En 1697 el conde Giacomo Durini encarga a Ricci la pala Teodolinda funda la Basílica para la catedral de Monza. En 1698 Ricci se encuentra en Venecia, pero trabaja en Padua, donde en 1700 presenta su Pala de San Gregorio en la Basílica de Santa Justina, e inicia los frescos de la capilla del Santísimo Sacramento.
En 1701 recibe del cartógrafo veneciano Vincenzo Maria Coronelli el encargo de la Ascensión para la sacristía de la Basílica de los Santos Apóstoles en Roma. El año siguiente viaja a Viena, donde pinta los frescos del Salón Azul del Palacio de Schönbrunn con la Alegoría de las Virtudes principescas, que ilustra la educación del futuro emperador José I, representando una figura alegórica, el Amor de la Virtud, que aparta al príncipe de los placeres de Venus guiándolo al trono donde lo aguardan la Gloria y la Eternidad. En Viena recibe también el encargo de una Ascensión para el elector de Sajonia Federico Augusto I, convertido al catolicismo para garantizarse la sucesión a la corona polaca.
En 1704 ejecuta los Santos Proclo, Firmo y Rústico en la catedral de Bérgamo, y la Crucifixión para la iglesia florentina de San Francesco de' Macci, actualmente en los Uffizi. 

### La experiencia florentina

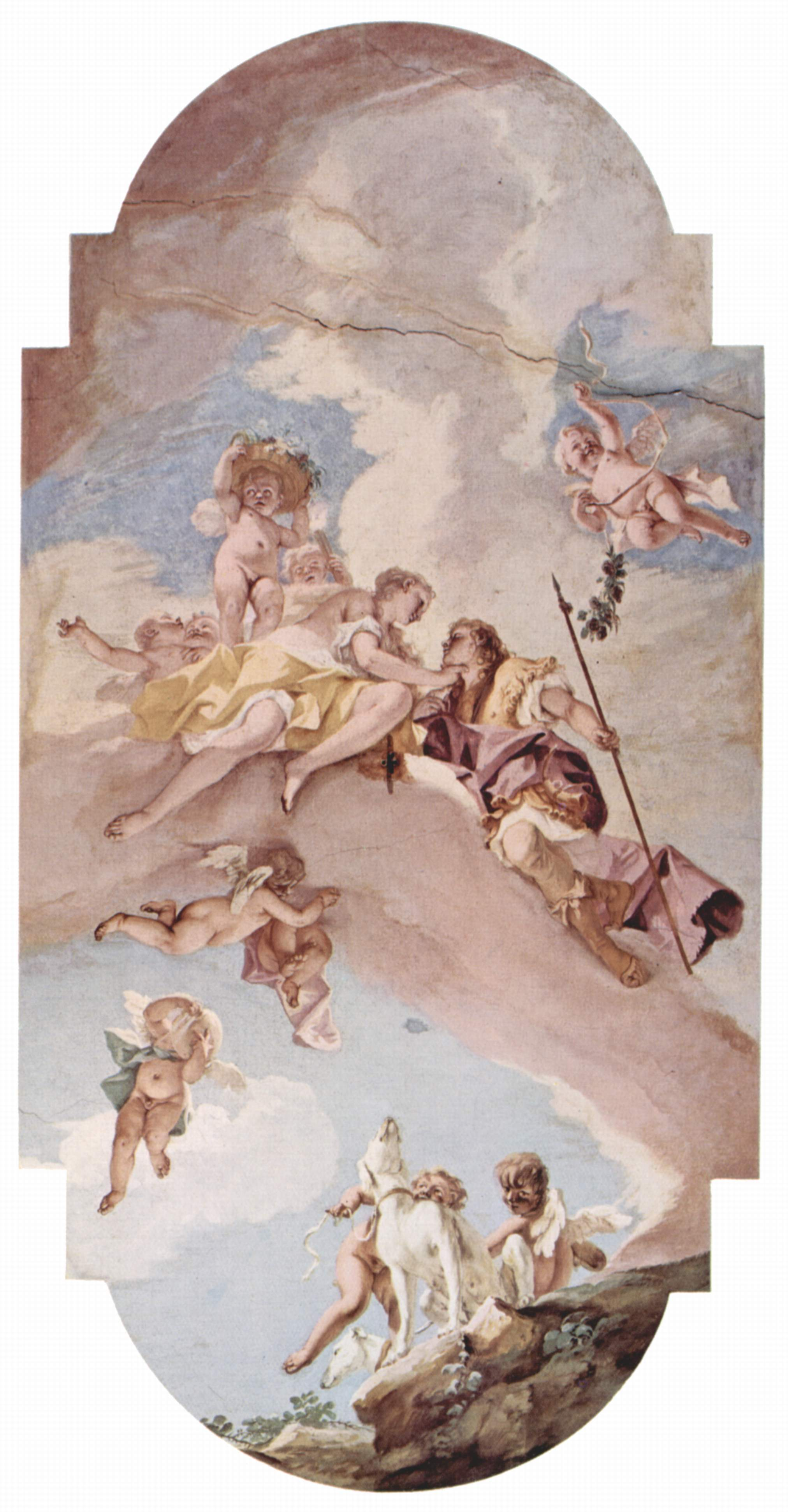
Despedida de Venus de Adonis, 1707, Palazzo Pitti, Florencia.

Entre 1706 y 1707 se encuentra en Florencia, donde desarrolla un amplio conjunto decorativo, el mayor que se conserva del pintor, en el Palazzo Marucelli, después Palazzo Fenzi. Los frescos se hallan en cinco estancias del palacio: en las dos primeras se representa la victoria de la Paz sobre la Guerra y de la Virtud sobre el Vicio; en las dos siguientes, el triunfo de la Castidad sobre la Pasión y de la Sabiduría sobre la Ignorancia; en la quinta, la Sala de Hércules, se representan los trabajos del héroe, entendidos como ejemplo de virtudes morales y cívicas.
En Florencia realiza también la decoración de una salita del Palazzo Pitti con la imagen de la Despedida de Venus de Adonis; su ayudante, Giuseppe Tonelli, pintará las arquitecturas ilusionistas de las paredes. En 1708 está documentado en Venecia, donde firma la Virgen con el Niño y Santos en la iglesia de San Giorgio Maggiore, con influencia de Veronese, Correggio y Annibale Carracci.

### Estancia en Inglaterra

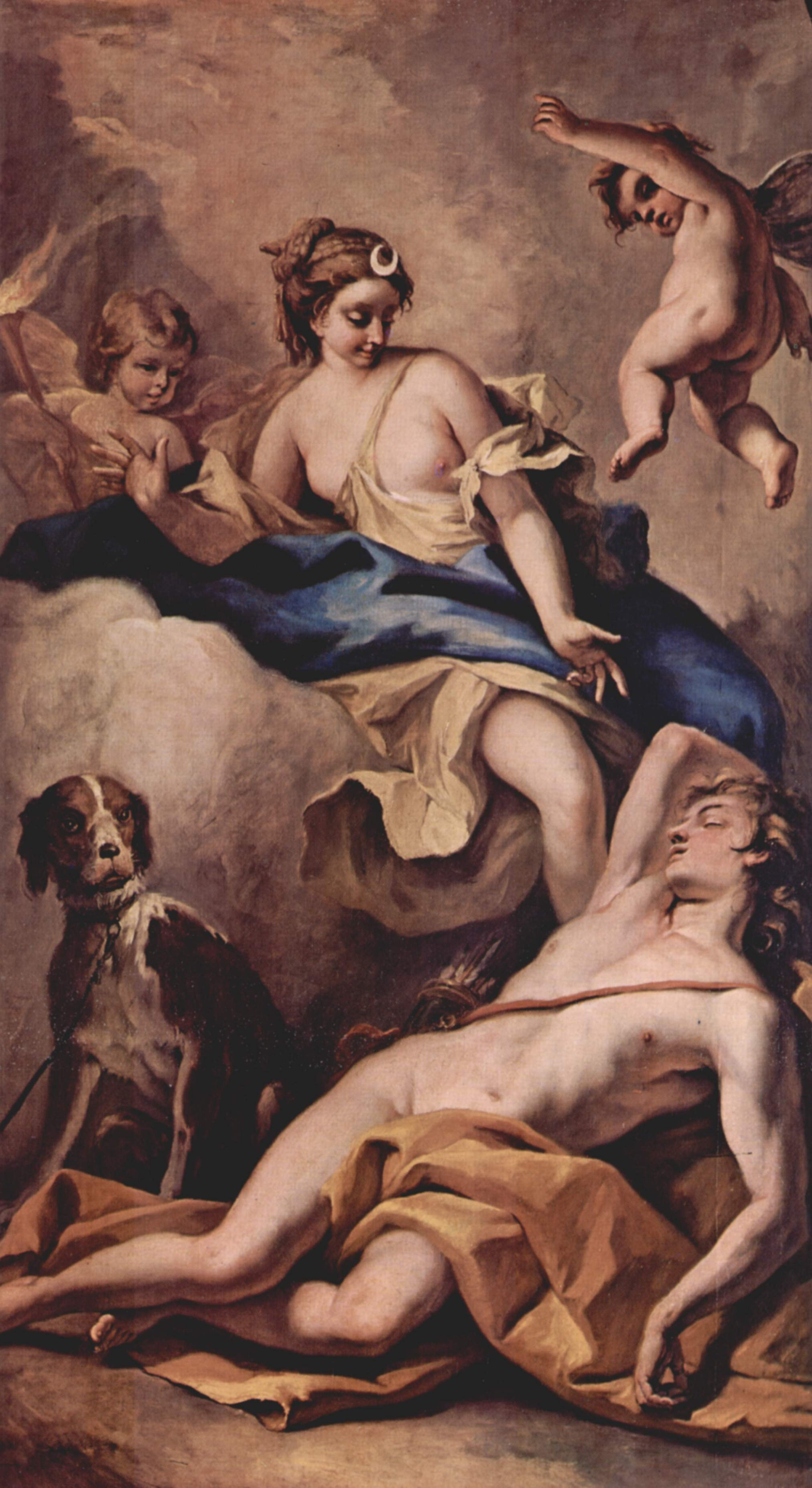
Diana y Endimión, 1714, Chiswick House, Londres.

Después de una estancia en Roma, donde pinta en el Palazzo Taverna las dos telas de Ester ante Asuero y Moisés salvado de las aguas, en 1711 parte hacia Inglaterra para ejecutar en la residencia londinense de lord Burlington -actual sede de la Royal Academy-, por 700 libras esterlinas, ocho telas de tema mitológico: Cupido ante Júpiter, Encuentro de Baco y Ariadna -con evidente influencia de los frescos de Annibale Carracci en el Palazzo Farnese de Roma-, Triunfo de Galatea -que recuerda la decoración de Luca Giordano en el Palacio Medici Riccardi de Florencia-, Diana y las ninfas, Baco y Ariadna, Venus y Cupido, Diana y Endimión y Cupido y flores -estas últimas cuatro transferidas 15 años después a Chiswick House, actual sede del Ministerio de Obras Públicas-. Otro Baco y Ariadna se conserva en la National Gallery de Londres.
En 1716 deja Inglaterra y se instala en París, donde conoce a Watteau y Fragonard, y al año siguiente obtiene la admisión en la Académie Royale de Peinture et Sculpture presentando su Triunfo de la Sabiduría sobre la Ignorancia. La tela, actualmente en el Louvre, representa a Minerva, diosa de la Sabiduría -con la que se identifica a Francia-, que corona a la Virtud, la cual aplasta con un pie a la Ignorancia, un hombre con orejas de animal.
De vuelta a Venecia en 1718, con la gran suma ganada en Londres compra un amplio alojamiento en la Procuratie Vecchie de Piazza San Marco. En los siguientes años, con su sobrino Marco, decora la villa de Belvedere, cerca de Belluno, del obispo Giovanni Francesco Bembo; dañada por el tiempo, queda un fragmento de Cabeza de mujer conservado en el Museo de Belluno.

### Los últimos años

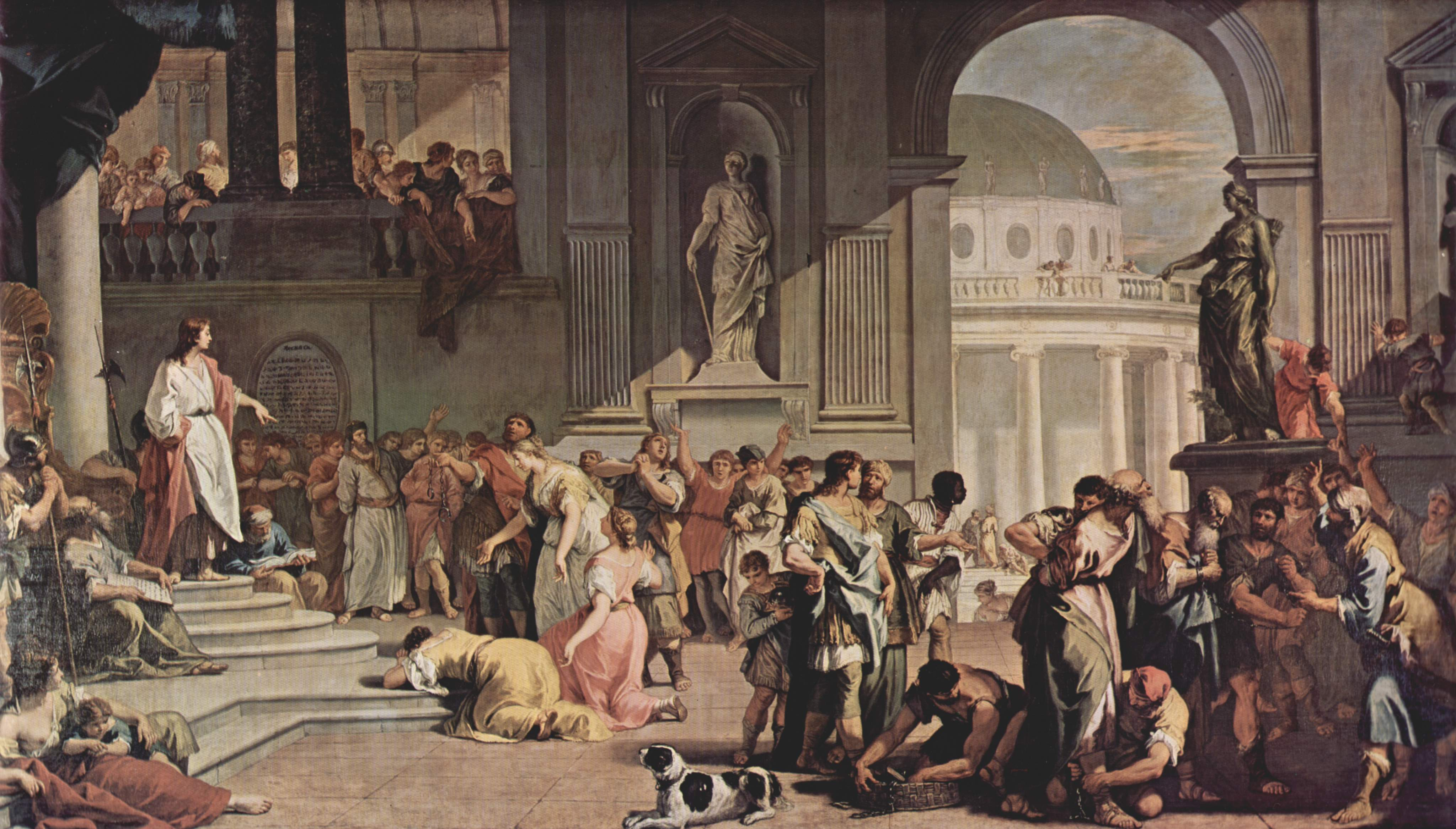
Susana ante Daniel, 1726, Galleria Sabauda, Turín.

De 1724 a 1729 trabaja intensamente para la casa de Saboya: en 1724 pinta la Expulsión de Agar y Salomón adora los ídolos, en 1725 la Virgen en la gloria, en 1726 Susana ante Daniel y Moisés hace brotar el agua de la roca. Admitido en 1727 en la Accademia Clementina de Venecia, agradece al pintor Giovanni Battista Piazzetta con una carta en la que recuerda su aprendizaje en la erudita Escuela Boloñesa. 
En 1730 hace su segundo testamento -el primero databa de 1718-, pero al fallecer su sobrino Marco Ricci, realiza otro testamento el 18 de diciembre de 1732. Termina el Festín de Baltasar y Ester ante Asuero para el Palazzo Reale de Turín, actualmente en el palacio del Quirinal.
En 1734 termina su última obra importante, la Asunción de la Karlskirche de Viena. No llegará a tiempo de cobrar los 6.000 florines de honorarios: el 12 de mayo de 1734 confirma como única heredera a su mujer, ya que no tenía hijos y, enfermo, se somete a una operación quirúrgica, pero muere el 15 de mayo.

## Obra seleccionada

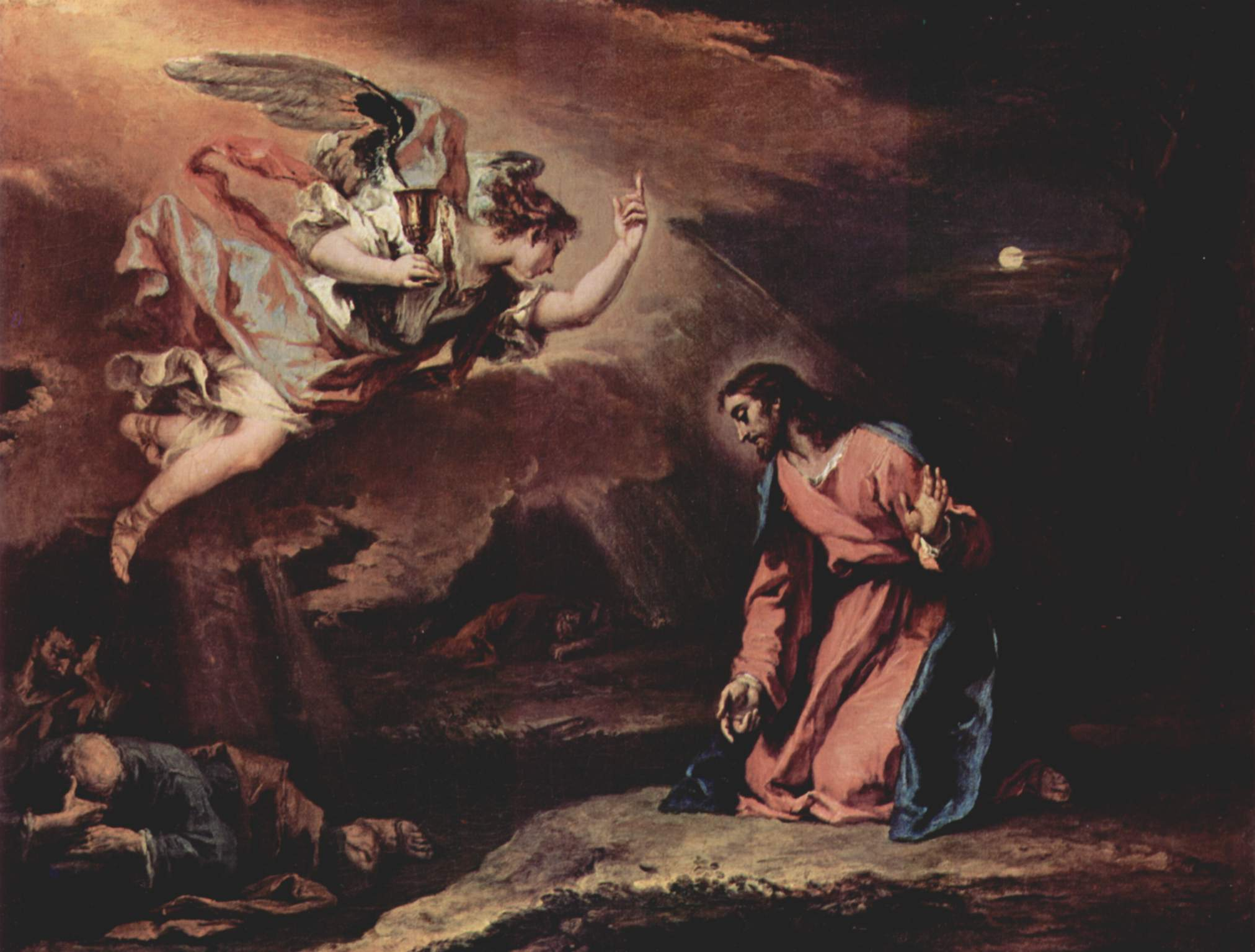
Cristo en el Monte de los Olivos, 1730, Kunsthistorisches Museum, Viena.

- Santo Obispo, óleo sobre tela, 54 x 39, Innsbruck, Landesmuseum Ferdinandeum.
- Piedad, 1686, óleo sobre tela, 120 x 120, Parma, Chiesa delle Cappuccine Nuove.
- Historia de Paulo III, 1687 – 1688, óleo sobre tela, Piacenza, Palazzo Farnese, Pinacoteca Civica.
- Apoteosis de Paulo III, 1687 – 1688, fresco, Piacenza, Palazzo Farnese.
- Ángel custodio, 1694, óleo sobre tela, 400 x 230, Pavía, Iglesia de Santa María del Carmen.
- Cristo en el Mar de Galilea (1695-1697, Institute of Arts, Detroit)
- Teodolinda funda la Basílica, 1697, óleo sobre tela, Monza, Catedral.
- Neptuno y Anfítrite, Madrid, Museo Thyssen-Bornemisza.
- Comunión de Santa María Egipcíaca, 1698, óleo sobre tela, Milán, Arciconfraternita del SS del Duomo, actualmente en la sede de Azione Cattolica.
- San Gregorio Magno intercede cerca de la Virgen, 1700, óleo sobre tela, 358 x 188, Padua, Iglesia de Santa Justina.
- Ascensión, 1701, óleo sobre tela, 580 x 300, Roma, Basílica de los Santos Apóstoles.
- Alegoría de las Virtudes principescas, 1702, fresco, Viena, Castillo de Schönbrunn.
- Ascensión, 1702, óleo sobre tela, 275 x 309, Dresde, Gemäldegalerie Alte Meister.
- Cristo crucificado con la Virgen y los santos Juan Evangelista y Carlos Borromeo, 1704, óleo sobre tela, 235 x 144, Florencia, Uffizi.
- Los santos Proclo, Firmo y Rústico, 1704, óleo sobre tela, 380 x 250, Bergamo, Catedral.
- Virgen con el Niño y santos, 1708, óleo sobre tela, 406 x 208, Venecia, Iglesia de San Giorgio Maggiore.
- La familia de Darío ante Alejandro, 1709, óleo sobre tela, 194 x 246, Raleigh, Carolina del Norte Museum of Art.
- La continencia de Escipión, 1709, óleo sobre tela, 143 x 243, Raleigh, North Carolina Museum of Art.
- San Pedro liberado por el ángel, 1710, óleo sobre tela, 300 x 200, Bergamo, Iglesia de San Pedro.
- Cristo entrega las llaves a San Pedro, 1710, óleo sobre tela, 400 x 634, Bergamo, Iglesia de San Pedro.
- La llamada de San Pedro, 1710, óleo sobre tela, 300 x 200, Bergamo, Iglesia de San Pedro.
- Asunción, 1710, óleo sobre tela, 500 x 250, Bergamo, Basílica de Santa Maria Assunta.
- Ester ante Asuero, 1711, óleo sobre tela, 258 x 322, Roma, Palazzo Taverna.
- Moisés salvado de las aguas, 1711, óleo sobre tela, 257 x 322, Roma, Palazzo Taverna.
- Sagrada Familia con los santos Isabel y Juanito, 1712, óleo sobre tela, Londres, Royal Collection.
- Cupido ante Júpiter, 1712 - 1714, óleo sobre tela, 484 x 503, Londres, Burlington House.
- Encuentro de Baco y Ariadna, 1712 - 1714, óleo sobre tela, 272 x 855, Londres, Burlington House.
- Triunfo de Galatea, 1712 - 1714, óleo sobre tela, 247 x 482, Londres, Burlington House.
- Diana y las ninfas, 1712 - 1714, óleo sobre tela, 347 x 482, Londres, Burlington House.
- Baco y Ariadna, 1712 - 1714, óleo sobre tela, 189 x 104, Londres, Chiswick House, Ministerio de Obras Públicas.
- Venus y Cupido, 1712 - 1714, óleo sobre tela, 190 x 106, Londres, Chiswick House, Ministerio de Obras Públicas.
- Diana y Endimión, 1712 - 1714, óleo sobre tela, 190 x 106, Londres, Chiswick House, Ministerio de Obras Públicas.
- Cupido y flores, 1712 - 1714, óleo sobre tela, 188 x 105, Londres, Chiswick House, Ministerio de Obras Públicas.
- Triunfo de la Sabiduría sobre la Ignorancia, 1718, óleo sobre tela, 113 x 85, París, Louvre.
- Betsabé en el baño, 1724, óleo sobre tela, 118 x 199, Budapest, Szépművészeti Múzeum.
- Expulsión de Agar, 1724, óleo sobre tela, 126 x 153, Turín, Galleria Sabauda.
- Salomón adora los ídolos, 1724, óleo sobre tela, 128 x 151, Turín, Galleria Sabauda.
- Virgen en la gloria con el arcángel Gabriel y los santos Eusebio, Sebastián y Roque, 1725, óleo sobre tela, 435 x 255, Turín, Universidad.
- Susana ante Daniel, 1726, óleo sobre tela, 243 x 440, Turín, Galleria Sabauda.
- Moisés hace brotar agua de la roca, 1726, óleo sobre tela, 233 x 440, Turín, Galleria Sabauda.
- Éxtasis de Santa Teresa, 1727, óleo sobre tela, 370 x 185, Vicenza, Iglesia de San Gerolamo degli Scalzi.
- Agar en el desierto, 1727, óleo sobre tela, 180 x 140, Turín, Palazzo Reale.
- Jacob bendice los hijos de José, 1727, óleo sobre tela, 181 x 139, Turín, Palazzo Reale.
- San Cayetano conforta un moribundo, 1727, óleo sobre tela, 230 x 134, Milán, Brera.
- Moisés salvado de las aguas, 1727, óleo sobre tela, 182 x 139, Turín, Palazzo Reale.
- Rebeca y Eleazar en el pozo, 1727, óleo sobre tela, 182 x 139, Turín, Palazzo Reale.
- Magdalena unge los pies de Cristo, 1728, óleo sobre tela, 323 x 632, Turín, Galleria Sabauda.
- Cristo y el centurión, 1729, óleo sobre tela, 42 x 60, Nápoles, Museo de Capodimonte.
- Cristo y la cananea, 1729, óleo sobre tela, 42 x 60, Nápoles, Museo de Capodimonte.
- Comunión y martirio de Santa Lucía, 1730, óleo sobre tela, 430 x 240, Parma, Iglesia de Santa Lucía.
- La Inmaculada Concepción, 1730, óleo sobre tela, 260 x 113, Venecia, Iglesia de San Vital.
- Virgen con el Niño en la gloria y ángeles custodios, 1730, óleo sobre tela, 391 x 235, Venecia, Scuola dell'Angelo Custode.
- La oración en el huerto, 1730, óleo sobre tela, 95 x 76, Viena, Kunsthistorisches Museum.
- Autorretrato, 1731, óleo sobre tela, 45 x 38, Florencia, Uffizi.
- El papa Gregorio Magno intercede por las almas del Purgatorio, 1731, óleo sobre tela, 295 x 238, Bergamo, Iglesia de Sant'Alessandro della Croce.
- El papa Gregorio Magno intercede por las almas del Purgatorio, 1733, óleo sobre tela, 480 x 300, París, Iglesia de Saint-Gervais.
- El papa Pío V y los santos Tomás de Aquino y Pedro Mártir, 1733, óleo sobre tela, 343 x 169, Venecia, Iglesia de los Jesuitas.
- San Francisco de Paula resucita un niño, 1733, óleo sobre tela, 400 x 167, Venecia, Iglesia de San Rocco.
- Santa Helena encuentra la Vera Cruz, 1733, óleo sobre tela, 400 x 167, Venecia, Iglesia de San Rocco.
- El festín de Baltasar, 1733, óleo sobre tela, 227 x 161, Roma, Palazzo del Quirinale.
- Ester ante Asuero, 1733, óleo sobre tela, 226 x 162, Roma, Palacio del Quirinal.
- Asunción, 1734, óleo sobre tela, 675 x 364, Viena, Karlskirche.